# Eduard Mendoza i Garriga
Eduard Mendoza i Garriga, més conegut com a Eduardo Mendoza (Barcelona, 11 de gener de 1943), és un escriptor català en llengua castellana.

## Biografia
Mendoza, fill del fiscal i advocat Eduard Mendoza Arias-Carvajal (Barcelona 1905-1979) i de Cristina Garriga Alemany, estudià dret i va viure a Nova York entre 1973 i 1982, on es traslladà per a treballar com a traductor per a les Nacions Unides.
L'any 1975, publicà la seva primera novel·la, La verdad sobre el caso Savolta, on ja es pot verificar el geni de l'autor per a intercanviar discursos i estils narratius. Aquesta obra és considerada per bona part de la crítica moderna com un punt d'inflexió amb vistes a la transició democràtica espanyola. L'esmentat llibre, on Mendoza aprofita per revisar el panorama de les lluites sindicals a la Barcelona de principis de segle xx, va rebre el Premio de la Crítica. Posteriorment ha publicat més d'una dotzena de llibres, algun dels quals, per episodis al diari El País.
A més de La verdad sobre el caso Savolta, que es va adaptar al cinema per Antonio Drove (1980), hi ha hagut versions cinematogràfiques de La cripta (1981), La ciudad de los prodigios (1999) i El año del diluvio (2004).
El 1995, va rebre la Creu de Sant Jordi; el 2009, el Premi Internacional Terenci Moix (al millor llibre de ficció per El asombroso viaje de Pomponio Flato); el 2010, el Premi Planeta, i el 2015, el Premi Franz Kafka de literatura. El desembre de 2016, fou guardonat amb el Premi Cervantes.
És pare de dos fills: Ferran i Alexandre Mendoza Soler.

## Obres

### Novel·la
- 1975: La verdad sobre el caso Savolta
- 1978: El misterio de la cripta embrujada
- 1982: El laberinto de las aceitunas
- 1986: La ciudad de los prodigios
- 1989: La isla inaudita
- 1991: Sin noticias de Gurb (a El País)
- 1992: El año del diluvio
- 1996: Una comedia ligera
- 2001: La aventura del tocador de señoras
- 2002: El último trayecto de Horacio Dos (a El País)
- 2006: Mauricio o las elecciones primarias
- 2008: El asombroso viaje de Pomponio Flato
- 2010: Riña de gatos. Madrid 1936 (Premio Planeta)
- 2012: El enredo de la bolsa y la vida
- 2015: El secreto de la modelo extraviada
- 2018: El rey recibe
- 2019: El negociado del yin y el yang
- 2021: Transbordo en Moscú
- 2024: Tres enigmas para la organización

### Relats
- 2009: Tres vidas de santos (La ballena, El final de Dubslav y El malentendido)
- 2011: El camino del cole

### Teatre
- 1990: Restauración
- 1998: Gloria
- 2004: Grandes preguntas
- 2017: Teatro reunido

### Assaig
- 1986: Nueva York
- 1989: Barcelona modernista (coescrit amb Cristina Mendoza)
- 2001: Baroja, la contradicción
- 2007: ¿Quién se acuerda de Armando Palacio Valdés?
- 2017: ¿Qué está pasando en Cataluña?
- 2017: Las barbas del profeta[9]

## Premis
- 1975: Premi de la Crítica de narrativa castellana per La veritat sobre el cas Savolta
- 1987: Premi Ciutat de Barcelona per La ciudad de los prodigios
- 1988: Premi al Millor Llibre de l'Any, Revista "Lire" (França) per La ciudad de los prodigios
- 1988: Finalista del Premi Grinzane Cavour en la categoria de Narrativa estrangera (Itàlia) per La ciudad de los prodigios
- 1988: Finalista del Premi Médicis i Femina (França) per La ciudad de los prodigios
- 1992: Guanyador de la III Edició del Premi de les lectores de la revista "Elle" per El año del diluvio.
- 1998: Premi al Millor Llibre Estranger (França) per Una comedia ligera
- 2002: Premi al Mejor Libro del Año, atorgat pel Gremio de Libreros de Madrid, per La aventura del tocador de señoras
- 2007: Premi Fundación José Manuel Lara per Mauricio o las elecciones primarias
- 2009: Premi Pluma de Plata per El asombroso viaje de Pomponio Flato
- 2010: Premi Planeta per Riña de gatos. Madrid 1936
- 2015: Premi Franz Kafka[10]
- 2016: Premi Cervantes[11]
- 2020: Premi Barcino de novela histórica[12]